# Diecéze Abbir Germaniciana
Diecéze Abbir Germaniciana je titulární diecéze římskokatolické církve.

## Historie
Abbir Germaniciana, bylo starověké římské město, nacházející se v římské provincii Proconsolare. Byla sufragánnou arcidiecéze Kartágo.
Z poloviny 3. století je znám biskup Successus, který se zúčastnil koncilu v Kártágu, svolaného svatým Cypriánem. Podle tradice Successus zemřel jako mučedník roku 259, Martyrologium Hieronymianum jej vzpomíná 19. ledna. Dalšími známými biskupami byl Annibonius, který se roku 411 zúčastnil Koncilu v Kartágu, kde se sešli katoličtí biskupové a donatisté Afriky, Candidus zúčastněný roku 419 koncilu v Kartágu.
Dalšími biskupy jsou Felix a Adeodatus, kteří podle Stefana Antonia Morcelliho patří spíše do sídla Abbir Maius.
Dnes je využívána jako titulární biskupské sídlo; současným titulárním biskupem je Leo Schwarz, emeritní pomocný biskup Trevíru.  

## Seznam biskupů
- Successus (před rokem 256 – 259)
- Annibonius (zmíněn roku 411)
- Candidus (zmíněn roku 419)
- Felix (zmíněn roku 484)
- Adeodatus (zmíněn roku 646)

## Titulární biskupové
| hodnost          | jméno                | úřad                                 | od              | do             |
| ---------------- | -------------------- | ------------------------------------ | --------------- | -------------- |
| titulární biskup | Paul Bouque, S.C.J.  | emeritní biskup Nkongsamba (Kamerun) | 16. června 1964 | 11. srpna 1976 |
| titulární biskup | Aloísio Sinésio Bohn | pomocný biskup Brasília (Brazílie)   | 27. června 1977 | 13. února 1980 |
| titulární biskup | Hermann Josef Spital | pomocný biskup Münsteru (Německo)    | 15. října 1980  | 24. února 1981 |
| titulární biskup | Leo Schwarz          | pomocný biskup Trieru (Německo)      | 4. ledna 1982   | současnost     |